# Júlia da Silva Bruhns
Júlia da Silva Bruhns, née le 14 août 1851 à Paraty (Rio de Janeiro) et morte le 11 mars 1923 à Weßling (Bavière), est une	
écrivaine germano-brésilienne. Elle est la mère des écrivains Thomas Mann et Heinrich Mann.

## Biographie
Elle est née catholique romaine à Paraty, d'un père fermier d'origine allemande. Sa mère est la fille d'un immigrant portugais et d'une dame qui avait également du sang indigène d'Amérique du Sud.
Son père possède plusieurs plantations de canne à sucre entre Santos et Rio de Janeiro, et sa mère meurt quand elle six ans. Après la mort de sa mère, elle vit à Lübeck avec son oncle. Elle reste dans un pensionnat jusqu'à l'âge de 14 ans.
Son fils, Thomas Mann, la décrit comme une « Brésilienne luso-créole ». Dans Les Buddenbrook, elle est l'inspiration de Gerda Arnoldsen et Toni Buddenbrook. Dans Le Docteur Faustus, elle devient l'épouse du sénateur Rodde. Dans Tonio Kröger, elle incarne la mère de Consuelo. Dans La Mort à Venise, elle apparaît comme la mère du Gustav von Aschenbach.

## Vie personnelle
Elle est mariée avec Thomas Johann Heinrich Mann en 1869 alors qu'elle avait 17 ans. Elle est mère de cinq enfants, trois fils et deux filles. Ses deux filles ont décidé de se suicider en buvant du poison et en se pendant. Elle est décédée à Weßling, en Bavière, veillée par ses trois fils.